# Check Point
Pour les articles homonymes, voir Checkpoint.
Check Point Software Technologies Ltd NASDAQ : CHKP est un fournisseur mondial de services de Sécurité du système d'information. Check Point est un pionnier[réf. nécessaire] des pare-feu avec  FireWall-1 et sa technologie brevetée « stateful inspection ». Aujourd'hui, la société développe, commercialise et supporte[Quoi ?] une large gamme de logiciels qui couvrent tous les aspects de la sécurité des technologies de l'information, y compris la sécurité réseaux, la sécurité des postes client, la sécurité des données et la gestion de la sécurité.
Fondée en 1993 à Ramat Gan, en Israel, Check Point compte aujourd'hui environ 3 400 employés dans le monde. 

## Histoire
Check Point a été créé en 1993, par Gil Shwed, l'actuel directeur général, à l'âge de 25 ans, avec deux de ses amis, Marius Nacht (actuel vice-président) et Shlomo Kramer (qui a quitté Check Point et crée Imperva en 2003).
Le financement initial de 600 000 $[Quoi ?] a été fourni par le groupe BRM, un fonds de capital-risque).
La première percée commerciale est venue en 1994 lorsque Check Point a signé un accord OEM[pas clair] avec Sun Microsystems, suivie par un accord de distribution avec HP en 1995. La même année, un siège social aux États-Unis a été établi à Redwood City, en Californie.
En février 1996, la société a été nommée leader mondial du marché de pare-feu par IDC, avec une part de marché de 40 pour cent. En juin 1996, Check Point a réuni 67 millions de dollars sur son offre initiale au NASDAQ.
En 1998, Check Point a établi un partenariat avec Nokia, ce qui a permis d’intégrer le logiciel de Check Point dans les ordinateurs de cet équipementier télécoms.
En 2000 la société est devenue, en termes de part de marché, le premier fournisseur mondial de solutions de type "VPN". Durant les années 2000, Check Point a commencé l'acquisition de sociétés de sécurité informatique aboutissant à l'acquisition de l'unité de sécurité réseau de Nokia en 2009, un peu plus de 10 ans après le premier partenariat avec cette entreprise.

## Actionnaires
Liste des principaux actionnaires au 16 novembre 2019:
| Stephane David Koubi               | 16,4% |
| Massachusetts Financial Services   | 6,47% |
| Thornburg Investment Management    | 6,06% |
| Harding Loevner                    | 5,70% |
| First State Investment Management. | 5,06% |
| Genesis Investment Management      | 4,57% |
| Marius Nacht                       | 4,08% |
| Alecta Pension Insurance Mutual    | 3,44% |
| Franklin Mutual Advisers           | 2,33% |
| AllianceBernstein                  | 2,10% |

## Produits
Les produits de Check Point sont répartis dans les catégories suivantes :
- Passerelles de sécurité -  avec des services de sécurité tels que l'IPS, le contrôle applicatif, le filtrage d'URLs, l'anti-virus, l'anti-bot, la protection contre les attaques "zéro-day" (Sandblast), le DLP, la mobilité, le VPN IPSEC et SSL.
- Protection des postes et des données - Check Point Endpoint Security est un agent de sécurité qui combine pare-feu, anti-virus, chiffrement complet du disque, chiffrement des médias, protection des périphériques, protection des documents, contrôle d'accès réseau (NAC), contrôle applicatif, filtrage d'URLs, et VPN (réseau privé virtuel).
- Protection des mobiles - L'offre Mobile Threat Prevention (MTP) repose sur une analyse avancée de l’application pour détecter les menaces connues et inconnues dans un mode virtualisé d’une sandbox, propose la surveillance l’activité du réseau pour un comportement suspect ou malveillant, et enfin, évalue les configurations au niveau de l’OS afin de réduire la surface d’attaque.
- Gestion de la sécurité - permet aux administrateurs de gérer la sécurité globale de l'entreprise au travers d'une interface graphique, en ligne de commande ou via des APIs. Des outils de supervision, de rapport d'activité, d'alertes ou encore de corrélation d’événements sont intégrés dans la console.

## Acquisitions
- SofaWare Technologies, en janvier 2002 (acquisition partielle)[11]
- Zone Labs, les créateurs du logiciel pare-feu ZoneAlarm, en mars 2004, pour 205 millions de dollars en cash et en actions[12]
- Protect Data, filiale de Pointsec Mobile Technologies, dans une transaction évaluée à 586 millions $ en janvier 2007[13]
- NFR Security, un développeur de systèmes de prévention d'intrusion (IPS), pour 20 millions de dollars en janvier 2007[14]
- Nokia Security Appliance Business, a été acquise en mars 2009[15]
- FaceTime Communications, leader dans la reconnaissance applicative, en décembre 2009
- Liquid Machines, une start-up de sécurité de la donnée basée à Boston, a été acquise en juin 2010
- Dynasec, société israélienne présente dans le domaine de la conformité des risques (outils de GRC) en octobre 2011
- Hyperwise, spécialisée dans un bac à sable au niveau de la CPU, en février 2015
- Lacoon Mobile Security en avril 2015

## Bataille juridique SofaWare
SofaWare Technologies a été fondée en 1999, d’une coopération entre les fondateurs Check Point et les fondateurs de SofaWare, Adi Ruppin et Etay Bogner, dans le but d'étendre le succès de Check Point dans le marché des entreprises. Selon le cofondateur de SofaWare,  Adi Ruppin :

« La vision de la Société est de prendre cette technologie d'entreprise et la rendre aussi simple à utiliser et aussi abordable que possible sans nuire à sa qualité. L'un des aspects clé a été la création d'un système de gestion conçu pour activer le service fournisseurs pour alléger le fardeau de la gestion de la sécurité des utilisateurs, ainsi que la prestation de services supplémentaires tels que la sécurité et la mise à jour des logiciels automatiquement, le filtrage de contenu, un anti-virus et plein d’autres logiciels. »

SofaWare a commencé à vendre en ligne « Safe @ line » en 2002. Au quatrième trimestre de 2002, les ventes de SofaWare sont montées en flèche, il a même occupé le chiffre d'affaires numéro 1 dans les pare-feu/VPN  à travers le monde. Les relations entre Check Point et SofaWare se sont dégradées après 2002.
En 2004, Etay Bogner, cofondateur de SofaWare a remporté une victoire juridique sur Check Point. Bogner a demandé l'approbation du tribunal pour intenter une action contre les actionnaires, affirmant que Check Point n'avait pas transféré des fonds nécessaires à SofaWare. Finalement il a obtenu gain de cause et Check Point a été condamné à payer SofaWare 13 millions de Nis pour rupture de contrat. En 2006, le juge de la Cour du district de Tel Aviv a statué que SofaWare pouvait poursuivre Check Point par procuration pour 5,1 millions de dollars en dommage et intérêts. 
En 2009, la Cour suprême israélienne a statué que Bogner, a le droit de veto pour empêcher SofaWare de prendre toute décision qu'il désapprouve. Le tribunal a jugé que les trois fondateurs ne peuvent pas exercer individuellement leurs droits de vote et que la seule règle est en tant que groupe (règle de la majorité).